# Bernard Horsfall
Bernard Arthur Gordon Horsfall, né le 20 novembre 1930 à Bishop's Stortford et mort le 29 janvier 2013, est un acteur britannique.
Horsfall apparaît dans des nombreux rôles à la télévision et au cinéma, notamment Albert Campion (1959), Guns at Batasi (1964), On Her Majesty's Secret Service (1969), Enemy at the Door(ITV, 1978–1980), Gandhi (1982), Le Joyau de la couronne (ITV, 1984), comme Frankland dans The Hound of the Baskervilles (ITV, 1988) et Balliol dans Braveheart (1995).

## Filmographie sélective
- 1957 : The Steel Bayonet de Michael Carreras : Pvt. Livingstone
- 1957 : Pilotes de haut-vol (High Flight) de John Gilling : Opérateur radio
- 1957 : L'Évadé du camp 1 (The One That Got Away) de Roy Ward Baker : Lieutenant Kent
- 1960 : Le Silence de la colère (The Angry Silence) de Guy Green : Pryce-Evans
- 1960 : Man in the Moon de Basil Dearden : Rex
- 1964 : Les Canons de Batasi (Guns at Batasi) de John Guillermin : Sgt. 'Schoolie' Prideaux
- 1965 à 1968 : Chapeau melon et bottes de cuir - 3 épisodes
- 1968 : Doctor Who - épisode « The Mind Robber » : Gulliver
- 1969 : Doctor Who - épisode « The War Games » : Le 1er Seigneur du Temps.
- 1969 : Au service secret de Sa Majesté (On Her Majesty's Secret Service) de Peter Hunt : Campbell
- 1971 : Amicalement vôtre (série TV) - épisode 19, « Le Lendemain matin » : Gunnar Christianssen - (doublage : René Arrieu)
- 1973 : Doctor Who - épisode « Planet of the Daleks » : Taron
- 1974 : Gold de Peter Hunt : Dave Kowalski
- 1976 : Doctor Who - épisode « The Deadly Assassin » : Le Chancellier Goth
- 1982 : Gandhi de Richard Attenborough : General Edgar
- 1991 : Hercule Poirot - Saison 3 :  Le Mystère de Hunter's Lodge : Harrington Pace
- 1995 : Braveheart de Mel Gibson : Balliol